# Denis Ponté
Denis Ponté (* 1964, Ženeva) je hispánsko - švýcarský fotograf.

## Biografie
V roce 1992 získal ocenění CFC fotografické školy ve Vevey (Švýcarsko)..
V roce 1994 zpracoval téma lidí bez domova, kterou vydala Koalice pro bezdomovce (od roku 1994 jsou jeho fotografie součástí výroční zprávy této organizace.) Sérii fotografií na stejné téma vydal v knize Left for Dead a Au bord du monde.
Je držitelem celé řady ocenění, například ceny Nikon (1995–1994 a 1992–1993).
Jeho práce jsou téměř výhradně černobílé, mnoho portrétních fotografií pořídil na negativ Polaroid, mnoho fotografií pořídil technikou stereoskopického anaglyfu.

## Soutěže
- 1995 – 1994 : Troisième prix du concours international de la photographie Nikon au Japon référence: résultats publié dans un livre par Nikkon Corporation (Fuji Bldg,. 2-3, Marunouchi 3-chome, Chiyoda-Ku, Tokyo 100, Japan)Edited by Mamoru Kajiwara page 102
- 1993 - 1992 : Troisième prix de la catégorie noir et blanc du concours, international de la photographie Nikon au Japon, référence: résultats publié dans un livre par Nikkon Corporation (Fuji Bldg,. 2-3, Marunouchi 3-chome, Chiyoda-Ku, Tokyo 100, Japan)Edited by Norio Miyauchi page 96 (note dans la publication il est marqué 2ème prix mais en réalité c'est un troisième prix)

## Výstavy
- 1998 "Polaroïd Act I" & "Histoires de vivre" galerie Krisal à Genève, Suisse, "Polaroïd Act I" com_x_change'98 à Bale & image 98 à Vevey / multimédia
- 1997 "Casa de copii" Bibliothèque Municipale de la Cité à Genève, Suisse pour la Croix-Rouge genevoise
- 1996 - 1995 "Au bord du monde" Musée International de la Croix-Rouge à Genève
- 1995 "Laissé pour mort" Bibliothèque Municipale de la Cité à Genève
- 1994 "Esperanza" UNI II à Genève, en soutien à Terre des Hommes et à l'Ecole d'Etudes Sociales de Lausanne
- 1993 "Passé décomposé" Musée Jean Tua à Genève, Suisse, "Cadavre exquis" galerie Europa à Genève
- 1992 "Formes génératrices" avec le groupement "faits divers" à la SIP à Genève
- 1991 "Maine" galerie Europa à Genève
- 1990 "Contraste" Villa du Jardin Alpin à Meyrin
- 1988 "Première rencontre" galerie Focale O à Nyon

## Publikace
- "Coalition for the Homeless Annuel Report" à New-York, 1993
- "Nikon Photo Contest International 1992-93" au Japon, 1993
- "Nikon Photo Contest International 1994-95" au Japon, 1995
- "Polaroid Act I" cédérom, Edition Deponence, Genève, Suisse, 1998
- "Histoires de vivre" Wesakeditions, Italie, 1998
- "MAI DIRE M.A.I." Gruppo Verdi al Parlamento Europe, Italie, 1998
- "Le chalet dans tous ses états" cédérom, Edition Georg, Genève, 1999
- "Présentation de Palexpo" cédérom, Genève, Suisse, 1999
- "La Lunette", N° 3 Septembre 2003, Bordeaux, 2003

### Film
- "Tant qu'on se croise on s'aime", 33', 2002, réalisateur Serge Desarnaulds, Photographe Denis Ponté.

### Výtvarné publikace
- 1992 "Les pommes" hommage à Pierre Saxod Éditions Patrick Cramer
- 1994 1988–1992 Fonds De Décoration Et D’art Visuel De L’Etat De Genève
- 1995 "BGT 95" Estampes Philippe Begert
- 1995 "Gustave Castan" et "Firmin Massot" Éditions Chênoises
- 1999	"Le chalet dans tous ses états" Edition Georg, Genève
- 2004 "Genève - Oser Paraître" Éditions Place-Neuve, Genève, octobre 2004
- 2008 Bernadette Babel, peinture, dessin, Genève